# 75-и награди Златен глобус
Седемдесет и петата церемония по връчване на филмовите награди „Оскар“ се провежда на 7 януари 2018 г. в Бевърли Хилтън в Бевърли Хилс. Сет Майърс води церемонията за първи път. Номинациите са обявени на 11 декември 2017 г. от Шарън Стоун, Алфри Удард, Кристен Бел и Гарет Хедлънд.
Филмът „Три билборда извън града“ печели най-много награди – за най-добър филм – драма, сценарий, главна женска и поддържаща мъжка роля. „Формата на водата“ печели две награди – за най-добър режисьор и най-добра филмова музика. „Лейди Бърд“ също е отличен в две категории – „най-добър филм – мюзикъл или комедия“ и „най-добра актриса в мюзикъл или комедия“.